# Locris burgeoni
Locris burgeoni är en insektsart som beskrevs av Victor Lallemand 1929. Locris burgeoni ingår i släktet Locris och familjen spottstritar. Inga underarter finns listade i Catalogue of Life.